# Радзишув
Радзи́шув (пол. Radziszów) — село в Польше в сельской гмине Скавина Краковского повета Малопольского воеводства.

## География
Село располагается в 6 км от административного центра гмины города Скавина и в 17 км от административного центра воеводства города Краков.
В селе находится железнодорожная станция «Радзишув».

## История
Впервые Радзишув упоминается в послании папского легата от 1229 года. В 1250 году князь Владислав Опольский передал село во владение бенедиктинскому монастырю в Тыньце. В это время жители села занимались сбором мёда и добычей дичи для монастыря. Во времена Освенцимского княжества река Скавинка поделила Радзишув на польскую и силезскую части, которая принадлежала Богемии. Позднее освенцимский князь Владислав продал Радзишув солтысу Яну Радзишовскому, который участвовал в борьбе против короля Владислава I Локетека, после чего село было возвращено тынецкому монастырю. Во второй половине XVII века Радзишув стал собственностью примаса подольского.
В 1790 году владельцами Радзишува стали Дзедушицкие герба Сас. Во время Галицийского восстания жители села защитили семью Дзедушицких от повстанцев, за что те подарил селу четыре колокола для местной церкви. После Дзедушицких владельцами села были представители рода Ожеховцев, графини Роза де Боссано и Виктория Дембинская. С начала XX века собственником Радзишува был представитель рода Лисовских, потом — последовательно С. Кирхмайер, В. Шмидт и Марек Яскула.
С 1934 года по 1937 года в Радзишуве действовал санаторий. С 1934 года Радзишув был административным центром одноимённой гмины. В 1975—1998 годах село входило в состав Краковского воеводства.

## Население
По состоянию на 2013 год в селе проживало 3 262 человека.
| 2008  | 2013  |
| ----- | ----- |
| 3 261 | 3 262 |

| Перепись  | Всего   | Всего | Женщины | Женщины | Мужчины | Мужчины |
| --------- | ------- | ----- | ------- | ------- | ------- | ------- |
| Единицы   | человек | %     | человек | %       | человек | %       |
| Население | 3 262   | 100   | 1 660   | 50,88   | 1 602   | 49,12   |

## Известные жители и уроженцы
- Яскула, Хенрик (род. 1923) — яхтсмен, польский путешественник.
- Антоневич-Болоз, Миколай (1804—1885) — польский поэт.

## Достопримечательности
Памятники Малопольского воеводства
- Усадьба в Радзишуве (№ А-302[4]);
- Церковь Святого Лаврентия (№ А-383).